# Apatenia
Apatenia är ett släkte av skalbaggar. Apatenia ingår i familjen plattnosbaggar.

## Dottertaxa tillApatenia, i alfabetisk ordning[1]
- Apatenia annulipes
- Apatenia apicalis
- Apatenia aureimacula
- Apatenia clavicornis
- Apatenia dimissa
- Apatenia elongata
- Apatenia festiva
- Apatenia gibba
- Apatenia gracils
- Apatenia grumosa
- Apatenia gularis
- Apatenia infans
- Apatenia insignis
- Apatenia irrorata
- Apatenia madida
- Apatenia marshalli
- Apatenia milnei
- Apatenia minor
- Apatenia olivacea
- Apatenia pallidiceps
- Apatenia phaeura
- Apatenia poecila
- Apatenia promota
- Apatenia pulla
- Apatenia pustulata
- Apatenia raniceps
- Apatenia sagax
- Apatenia salomonis
- Apatenia stigmatica
- Apatenia surda
- Apatenia tenuis
- Apatenia toliana
- Apatenia unituberculata
- Apatenia viduata